# كلود جاي هنت
كلود جاي هنت (بالإنجليزية: Claude J. Hunt)‏ هو مدرب كرة سلة أمريكي، ولد في 11 أغسطس 1886 في ماتون في الولايات المتحدة، وتوفي في 19 فبراير 1962 في مقاطعة أولمستيد في الولايات المتحدة.

## وصلات خارجية
- كلود جاي هنت على موقع كلية كرة السلة في سبورتس رفرنس.كوم (الإنجليزية)